# Rosslyn Park Football Club
 Rosslyn Park FC est un club de rugby anglais qui joue en troisième division du Championnat d'Angleterre (groupe sud). Il est basé à Roehampton, banlieue du sud-ouest du grand Londres et joue au stade de Priory Lane.
Sa devise est « Audentes fortuna juvat » (« La fortune sourit aux audacieux »).

## Historique

### Origines

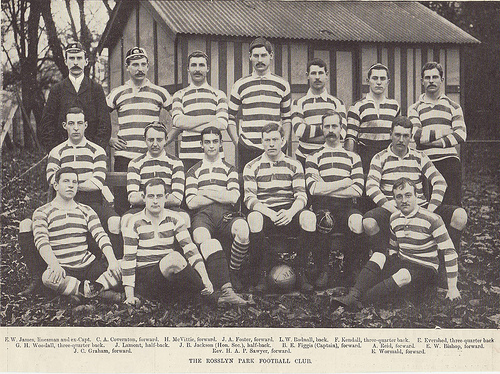
L'équipe en 1892

Le club fut fondé en 1879 par de jeunes joueurs de cricket qui souhaitaient continuer à faire du sport pendant l’hiver. Le nom provient de l’endroit où ils jouèrent leurs premiers matches de cricket, Rosslyn Park Estate, qu’ils conservèrent pour l’équipe de rugby. 
Le club erra de terrain en terrain pendant ses quinze premières années : d’abord à Hampstead, grand parc d’une riche banlieue du nord de Londres (1879/80), puis, toujours à Hampstead, sur un champ à Gospel Oak (en 1880/81). Il migra ensuite une première fois vers l’ouest, à Acton (en 1885), avant de s’établir un peu plus au sud, à Richmond upon Thames, où il partagea pendant 60 ans les installations du Richmond Cricket Club. En 1956, Rosslyn Park s’installa définitivement à Roehampton.
Pendant ses deux premières années d’existence, Rosslyn Park utilisa des maillots bleu marine frappés d’une croix de Malte blanche, mais dès 1881, il opta pour les couleurs qui sont toujours les siennes, un maillot cerclé rouge et blanc, des shorts et des bas bleu marine. La croix de Malte est toujours là, mais personne ne sait pourquoi !
Le club disputa d’abord des matches amicaux contre des réserves de clubs plus prestigieux de la région de Londres. 
En 1890, le club affronta l’université d’Oxford, les London Scottish, Blackheath et Richmond. En 1891, son programme inclut les Harlequins et les London Welsh. 
Rosslyn Park entra dans l’histoire le 18 avril 1892, en devenant le premier club anglais à affronter une équipe étrangère, en l’occurrence le Stade français, à Paris. La presse était sceptique, au point qu’un journaliste affirma que la rencontre « risquait d'entraîner des complications diplomatiques ».
Le club continua son rôle de pionnier en jouant les premiers matchs de rugby à Prague, Budapest et Vienne en 1912. Il fut durement touché par la Première Guerre mondiale : 65 de ses membres furent en effet tués. 
En 1928, le club comptait pas moins de 2 683 membres.
Depuis 1939, Rosslyn Park organise un célèbre tournoi de rugby à sept ouvert aux enfants, le National Schools 7's. 16 écoles participèrent à la première édition ; elles étaient 350 en 1996. C’est de loin le plus gros tournoi à sept du monde.

### Période récente
Lorsque la fédération anglaise se décida enfin à organiser des compétitions nationales de club, Rosslyn Park connut un certain succès en Coupe d’Angleterre, perdant à deux reprises en finale à Twickenham en 1975 et 1976 (contre Bedford et Gosforth). 
Le club fut ensuite versé en Deuxième Division au moment où le championnat d’Angleterre fut créé en 1987, et réussit à monter dès la première année. Vite relégué, il remporta le titre une deuxième fois en 1993. Mais le passage au professionnalisme fut difficile à surmonter pour ce club à l’esprit résolument amateur, et il fut vite renvoyé vers les étages inférieurs. Son équipe masculine évolue actuellement en Troisième Division.
Le club est l’un des plus importants d’Angleterre avec plus de 800 licenciés.

## Palmarès
- Coupe d'Angleterre :
  - Finaliste (2) : 1975 et 1976.

- Championnat d'Angleterre de D2 : 
  - Champion (2) : 1988 et 1993.

## Joueurs emblématiques
- Jean Jacques Conilh de Beyssac, international français
- Danny Cipriani, international anglais et joueur des Sale Sharks